# Xavier Darcos

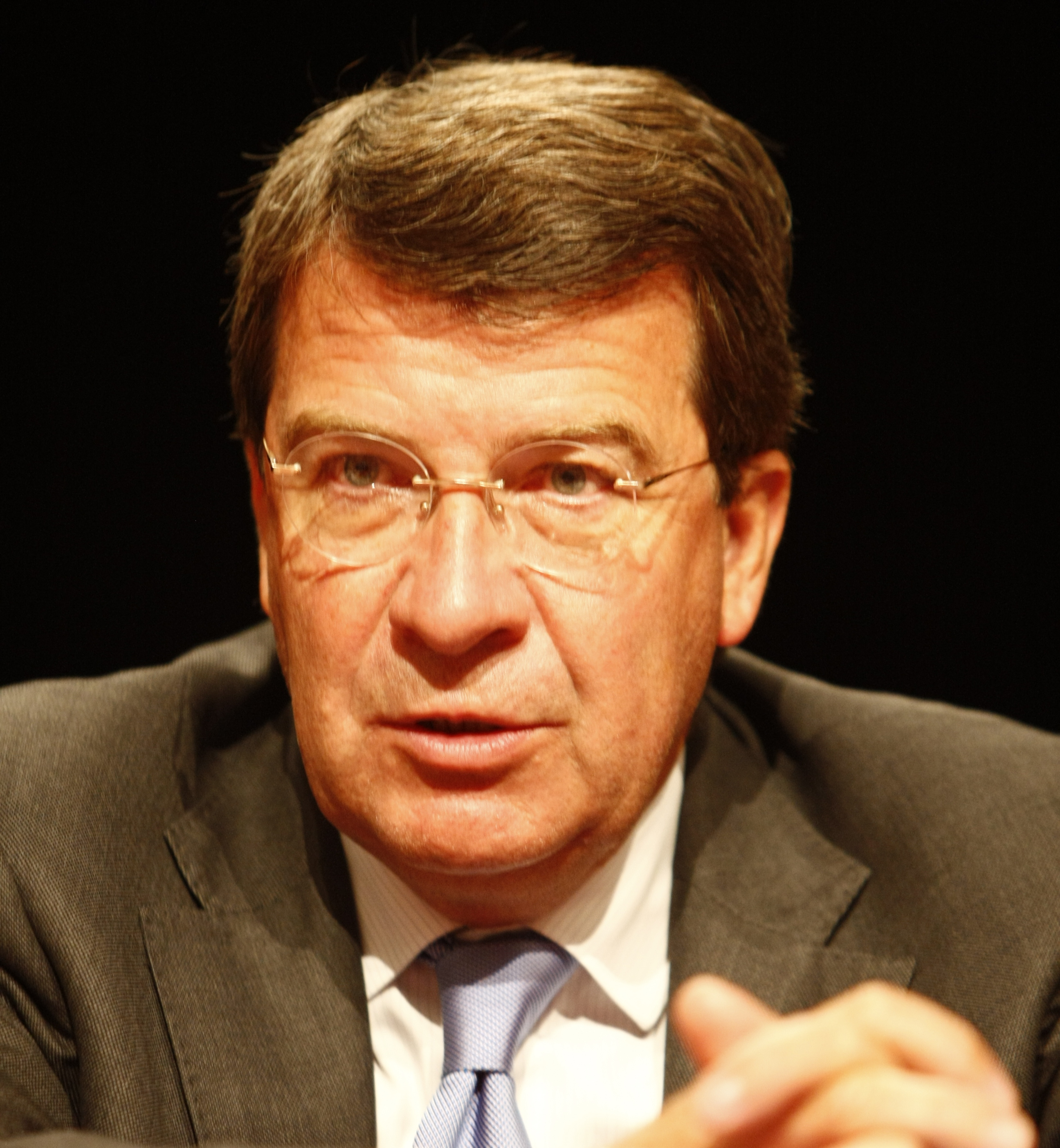
Xavier Darcos (2008)

Xavier Darcos (* 14. Juli 1947 in Limoges) ist ein französischer Literaturwissenschaftler und Politiker (UMP). Er war von Mai 2007 bis Juni 2009 Bildungsminister und anschließend bis März 2010 Arbeitsminister Frankreichs. Seit 2013 ist er Mitglied der Académie française und seit Anfang 2018 Kanzler des Institut de France.

## Leben und Wirken
Nach seinem Studium in Bordeaux bestand Darcos 1972 die Agrégation (Staatsprüfung für das höhere Lehramt) in Lettres classiques (klassische Sprachen und Literaturen). Mit einer Arbeit über „Mensch und Tod bei Ovid“ schloss er 1981 das doctorat de 3e cycle an der Universität Bordeaux ab. Er unterrichtete als Lehrer an Lycées in Périgueux, Bordeaux (1982–1987) und in den Vorbereitungsklassen des Lycée Louis-le-Grand in Paris (1987–1992). Dann wechselte er 1992 als Generalinspektor zur Nationalen Schulaufsichtsbehörde (IGEN). Von 1993 bis 1995 arbeitete er als directeur de cabinet (Büroleiter) des damaligen Bildungsministers François Bayrou (UDF). 
An der Universität Reims verteidigte er 1995 seine vom Latinisten Jean-Pierre Néraudau betreute Thèse d’État (entspricht etwa einer Habilitation) über „Ovids Annäherungen an den Tod“ (Approches ovidiennes de la mort), die er 2009 in überarbeiteter Fassung als Buch herausbrachte. Danach kehrte er zur Schulaufsichtsbehörde zurück, die er von 1995 bis 1998 leitete. Außerdem lehrte er von 1996 bis 1999 sowie von 2005 bis 2007 an der Universität Paris IV (Université Paris-Sorbonne) als außerordentlicher Professor für Vergleichende Literaturwissenschaft.
Sein politisches Engagement begann Darcos auf kommunaler Ebene, ab 1989 war er in der Stadt Périgueux beigeordneter Bürgermeister für Kultur. In den 1990er-Jahren wirkte er als fachlicher Berater des Bildungsministers François Bayrou und des Premierministers Alain Juppé (RPR). Als Nachfolger von Yves Guéna, der in den Verfassungsrat berufen worden war, wählte der Gemeinderat von Périgueux Darcos 1997 zum Bürgermeister. In diesem Amt wurde er bei der Kommunalwahl 2001 bestätigt. Als Vertreter des Départements Dordogne wurde er 1998 in den französischen Senat gewählt, dem er bis 2002 als Mitglied der gaullistischen RPR-Fraktion und stellvertretender Vorsitzender des Kulturausschusses angehörte. 
Von Mai 2002 bis März 2004 war er Staatssekretär unter Bildungsminister Luc Ferry und von März 2004 bis Juni 2005 Staatssekretär für Entwicklungszusammenarbeit und Frankophonie im von Michel Barnier (UMP) geleiteten Außenministerium. Im Juni 2005 wurde er zum französischen Botschafter bei der OECD berufen. Daneben war er von 2005 bis 2008 erneut Bürgermeister von Périgueux. Nach der Wahl Nicolas Sarkozys zum Staatspräsidenten berief dieser am 18. Mai 2007 Darcos zum französischen Bildungsminister im Kabinett Fillon I. 
Nach einer Umbildung des Kabinetts Fillon II im Juni 2009 übernahm er das Ministerium für Arbeit, Soziales, Familie und Solidarität. Nachdem das Regierungslager im März 2010 bei den französischen Regionalwahlen deutliche Verluste gegen die linken Wahlbündnisse aus Sozialisten und Grünen hinnehmen musste, bildete Sarkozy seine Regierung um. Darcos war bei dieser Wahl Spitzenkandidat des Mitte-rechts-Bündnisses in der Region Aquitanien, seine Liste erhielt im ersten Wahlgang nur 22 Prozent und im zweiten Wahlgang 28 Prozent der Stimmen. Er wurde daraufhin als Arbeitsminister abberufen und durch Éric Woerth ersetzt.
Im Juni 2010 wurde Darcos zum Präsidenten des Institut français ernannt, das französische Sprach- und Kulturinstitute in aller Welt betreibt und das er bis 2015 leitete.
Am 13. Juni 2013 wurde Darcos als Nachfolger von Pierre-Jean Rémy in die Académie française gewählt. Er nimmt dort den Sitz Nr. 40 ein. Ende 2017 wählte das Institut de France – die Dachorganisation der fünf Akademien der Wissenschaften und Künste – Darcos zu seinem Kanzler. In dieser Position löste er Gabriel de Broglie ab. Er wurde 2020 und 2023 jeweils für eine dreijährige Amtszeit bestätigt.